# Gaius Iulius Scapula (Konsul 139)
Gaius Iulius Scapula war ein im 2. Jahrhundert n. Chr. lebender römischer Politiker. Er ist nicht zu verwechseln mit seinem gleichnamigen Sohn. Durch Inschriften in griechischer Sprache, die in Ancyra gefunden wurde, sind einzelne Stationen seiner Laufbahn bekannt.
Zunächst leistete Scapula seinen Militärdienst als Tribunus militum in der Legio VII Gemina Felix, die ihr Hauptlager in Legio in der Provinz Hispania Tarraconensis hatte. Danach wurde er um 125 zum Quaestor in der Provinz Baetica gewählt. Im Anschluss war er Tribunus plebis und um 130 Praetor. Wenig später wurde er Kommandeur (Legatus legionis) der Legio IIII Scythica, die zu dieser Zeit in der Provinz Syria, vermutlich in Cyrrhus, stationiert war.
Nach Rom zurückgekehrt, wurde Scapula durch das Losverfahren als Statthalter (Proconsul) in der Provinz Achaea bestimmt; er dürfte dieses Amt um 135/136 ausgeübt haben. Im Anschluss wurde er Statthalter (Legatus Augusti pro praetore) in der Provinz Galatia; er war vermutlich von 136/137 bis 138/139 in der Provinz. Durch eine der Inschriften ist belegt, dass er vor dem Tod Hadrians (117–138) zum consul designatus ernannt wurde, während er noch Statthalter in der Provinz war.
Scapula war 139 Suffektkonsul; in zwei (unvollständig erhaltenen) Militärdiplomen, die auf den 30. Oktober 139 datiert werden, ist sein (teilweise erhaltener) Name ergänzt worden. Es wird angenommen, dass der Scapula der Diplome mit dem consul designatus der Inschrift identisch ist. Der Name des zweiten Konsuls ist in den Diplomen nicht erhalten. Die beiden Konsuln traten ihr Amt wahrscheinlich am 1. September an.
Die Söhne von Scapula waren Gaius Iulius Scapula und Publius Iulius Scapula Tertullus, Suffektkonsul um 163/164. Seine Enkel waren Gaius Iulius Scapula Lepidus Tertullus, consul designatus um 195/196, Publius Iulius Scapula Priscus, Suffektkonsul im Jahr 193 sowie Publius Iulius Scapula Tertullus Priscus, ordentlicher Konsul im Jahr 195.